# 477 v.Chr.
Het jaar 477 v.Chr. is een jaartal volgens de christelijke jaartelling.

## Gebeurtenissen

### Griekenland
- De Griekse geschiedschrijver Herodotus vermeldt een zonsverduistering in Sparta.
- Koning Leotychidas II van Sparta verovert in Thessalië de steden Pagasae en Pherae, een poging om Larisa in te nemen mislukt.
- Onder leiderschap van Athene wordt de Delisch-Attische Zeebond gevormd. De schatkist van het bondgenootschap wordt beheerd op het eiland Delos.

### Italië
- Rome wordt bij Veii in de Slag bij Cremera door de Etrusken verslagen.